# Kington (Herefordshire)
Kington is een civil parish in het bestuurlijke gebied Herefordshire, in het gelijknamige Engelse graafschap. De plaats telt ongeveer 2600 inwoners (2011) en ligt op zo'n 34 km ten noordwesten van Hereford.
 
Ondanks het feit dat het ten westen van Offa's Dyke ligt, behoort Kington niet tot Wales, al heeft het dat in de achtste eeuw waarschijnlijk wel gedaan. In 1066 viel het binnen de gebieden van de Angelsaksen en -niet lang daarna- de Normandiërs. In het Domesday Book van 1086 staat oudste gedeelte vermeld als Chingtune, het nieuwere, aan de voet van de heuvel, dateert van 1175-1230.

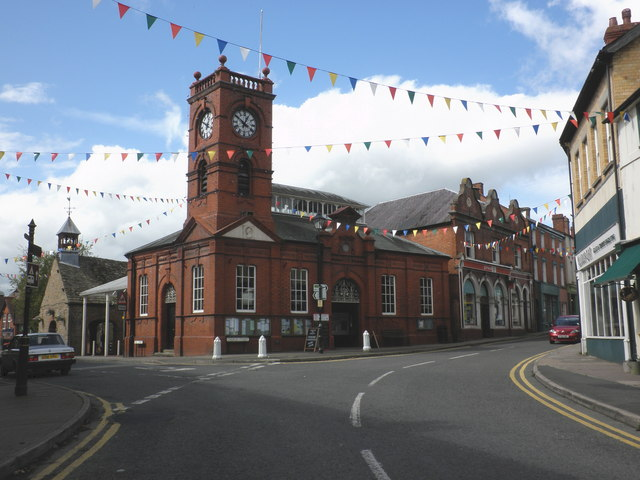
Markthal met klokkentoren
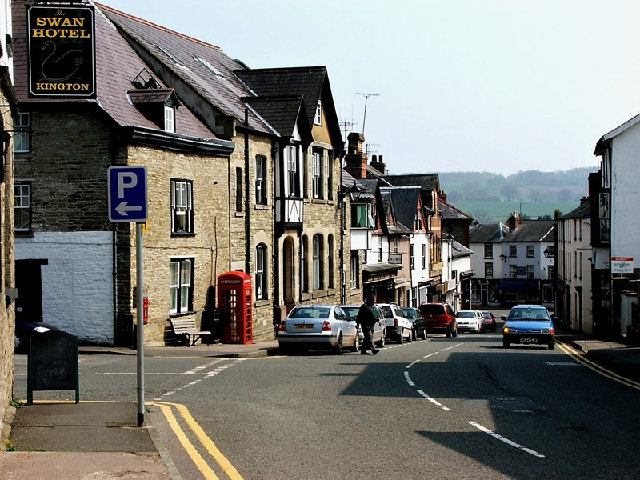
Church Street
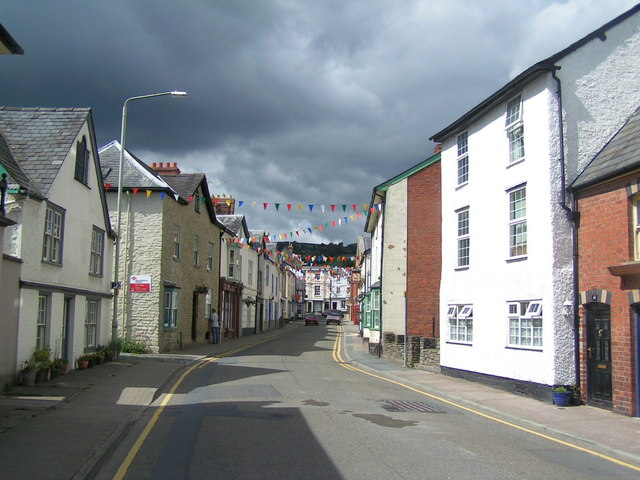
Bridge Street